# Saint Andrew's Golf Club
De Saint Andrew's Golf Club is de oudste golfclub in de Verenigde Staten. De club werd opgericht in 1888 en bevindt zich in Hastings-on-Hudson, New York. De club beschikt over een 18-holes golfbaan en werd ontworpen door de golfbaanarchitecten William H. Tucker & Harry Tallmadge. In 1983 werd de baan gerenoveerd door Jack Nicklaus.
De Saint Andrew's Golf Club richtte samen met de Shinnecock Hills Golf Club, de Chicago Golf Club, de Newport Country Club en The Country Club de United States Golf Association op.